# BBS 뉴스이노베이션
전경윤의 뉴스이노베이션은 BBS FM에서 평일 저녁 6시 20분부터 저녁 7시까지 방송 중인 퇴근길 저녁 뉴스 토크 프로그램이다.

## 역사
2024년 4월 30일 끝으로 "BBS 뉴스파노라마"를 폐지 이후, 5월 1일에 본 프로그램이 신설되었다.

## 앵커
- 전경윤 기자

| BBS FM 평일 프로그램     |                          |                             |
| 이전                     | 전경윤의 뉴스이노베이션  | 다음                        |
| 운문사 우리말 저녁예불   | 전경윤의 뉴스이노베이션  | 최은경의 음악이 흐르는 풍경 |
| 저녁 6시 ~ 저녁 6시 20분 | 저녁 6시 20분 ~ 저녁 7시 | 저녁 7시 ~ 저녁 8시 55분    |
|                          |                          |                             |

| 광주BBS FM 평일 프로그램 |                          |                             |
| 이전                     | 전경윤의 뉴스이노베이션  | 다음                        |
| 운문사 우리말 저녁예불   | 전경윤의 뉴스이노베이션  | 최은경의 음악이 흐르는 풍경 |
| 저녁 6시 ~ 저녁 6시 20분 | 저녁 6시 20분 ~ 저녁 7시 | 저녁 7시 ~ 저녁 8시 55분    |
|                          |                          |                             |